# William Hansson
William Hansson (ur. 19 czerwca 2001) – szwedzki narciarz alpejski, dwukrotny medalista mistrzostw świata. 
Po raz pierwszy na arenie międzynarodowej pojawił się 25 listopada 2017 roku podczas zawodów Entry League FIS w Kåbdalis, gdzie nie ukończył drugiego przejazdu w gigancie. W 2021 roku wystartował na mistrzostwach świata juniorów w Bansku, gdzie był ósmy w gigancie i nie ukończył pierwszego przejazdu w slalomie. 
Zadebiutował w Pucharze świata 8 stycznia 2020 roku w Madonna di Campiglio, gdzie nie zakwalifikował się do pierwszego przejazdu w slalomie. Pierwsze pucharowe punkty zdobył 2 marca 2024 roku w Aspen, gdzie zajął 26. miejsce w slalomie.
Na mistrzostwach świata w Cortina d’Ampezzo w 2021 roku wspólnie z Estelle Alphand, Mattiasem Rönngrenem, Sarą Hector, Kristofferem Jakobsenem i Jonną Luthman zdobył srebrny medal w zawodach drużynowych. W tej samej konkurencji był trzeci na mistrzostwach świata w Saalbach cztery lata później.

## Osiągnięcia

### Mistrzostwa świata
| Miejsce | Dzień     | Rok  | Miejscowość       | Konkurencja       | Czas biegu | Strata | Zwycięzca      |
| ------- | --------- | ---- | ----------------- | ----------------- | ---------- | ------ | -------------- |
| DNQ     | 16 lutego | 2021 | Cortina d’Ampezzo | Gigant równoległy | -          | -      | Mathieu Faivre |
| 2.      | 17 lutego | 2021 | Cortina d’Ampezzo | Zawody drużynowe  | -          | -      | Norwegia       |
| DNF1    | 19 lutego | 2021 | Cortina d’Ampezzo | Gigant            | 2:05,86    | -      | Mathieu Faivre |
| 3.      | 4 lutego  | 2025 | Saalbach          | Zawody drużynowe  | -          | -      | Włochy         |

### Mistrzostwa świata juniorów
| Miejsce | Dzień     | Rok  | Miejscowość  | Konkurencja | Czas biegu | Strata | Zwycięzca     |
| ------- | --------- | ---- | ------------ | ----------- | ---------- | ------ | ------------- |
| DNF1    | 26 lutego | 2019 | Val di Fassa | Slalom      | 1:46,52    | -      | Alex Vinatzer |
| DNF     | 8 marca   | 2020 | Narwik       | Supergigant | 1:06,47    | -      | Stefan Rieser |

### Puchar Świata

#### Miejsca w klasyfikacji generalnej
- sezon 2023/2024: 140.
- sezon 2024/2025:

#### Miejsca na podium
Hansson nigdy nie stanął na podium zawodów PŚ.